# قائمة وزارات اليونان
قائمة الوزارات في اليونان. وهي دولة تقع في جنوب أوروبا وتعتبر سياسيًا جزءًا من أوروبا الغربية. اليونان هي جمهورية برلمانية. ويمارس السلطة التنفيذية رئيس الجمهورية والحكومة. ويمارس السلطات التشريعية برلمان أحادي المجلس مكون من 300 عضو.
- وزارة التنمية الريفية والغذاء
- وزارة العدل
- وزارة الحوكمة الرقمية
- وزارة الدفاع الوطني
- وزارة الشئون الخارجية
- وزارة العمل والضمان الاجتماعي
- وزارة الداخلية
- وزارة الاقتصاد الوطني والمالية
- وزارة التعليم والشؤون الدينية والرياضة
- وزارة البيئة والطاقة
- وزارة التنمية
- وزارة الثقافة
- وزارة حماية المواطن
- وزارة الصحة
- وزارة الهجرة واللجوء
- وزارة البنية التحتية والنقل
- وزارة الشحن وسياسة الجزر
- وزارة السياحة
- وزارة التماسك الاجتماعي والأسرة
- وزارة أزمة المناخ والحماية المدنية[1]

## مصدر
1. ↑  "Σύνθεση της Κυβέρνησης". مؤرشف من الأصل في 2024-01-01.